# Motru
Motru este un municipiu în județul Gorj, Oltenia, România, format din localitățile componente Dealu Pomilor, Horăști, Însurăței, Leurda, Motru (reședința) și Ploștina, și din satele Lupoița, Râpa și Roșiuța.

## Istorie
Originea cuvântului Motru este geto-dacică, Mutru sau Mutria, după istoricul Giurescu, însemnând apă limpede, curată.
În perioada romană găsim „Ad Mutriam” ce se afla în localitatea Cătunele, pe Valea Motrului.
Primă atestare apare în hrisoavele de la Tismana din 1385 și 1444 sub denumirea Ploștina.
După anul 1450, Ploștina a aparținut județului Mehedinți până în anul 1948, când România a fost împărțită în regiuni și raioane, Ploștina aparținând raionului Baia de Aramă până la 1 ianuarie 1964, iar după aceea a aparținut de raionul Strehaia.
Minerii au descoperit un tezaur roman la Leurda, în anul 1964, monezi datând în jurul anilor 196 – 251 e.n. (monede din secolul al II-lea și al III-lea e.n. în timpul împăratului roman Septimius Severus).
În perioada medievală și chiar mult după, Roșiuța și Lupoița erau sate de moșneni. Din documentele vremii, aflăm că Tudor Vladimirescu a luat în arendă pe 3 ani moșia Ploștina de la mănăstirea Tismana.
În timpul Revoluției de la 1821, locuitorii localității au fost printre primii participanți, mulți dintre ei înrolându-se ca panduri. În fruntea lor era căpitanul de panduri Marius Pârv, haiduc ce a ajuns în oastea lui Tudor Vladimirescu.

Parc în municipiul Motru.

La 24 mai 1966, prin decret al Consiliului de Stat, în zona din lunca Motrului, aparținând fostei comune Ploștina a fost organizat viitorul oraș Motru. Începând cu 1 septembrie 1968 localitatea Ploștina și satele Dealul Pomilor, Leurda, Însurăței, Horăști, Roșiuța, Râpa și Lupoița au intrat în componența orașului Motru, odată cu deschiderea zonei miniere.
Rezervele de lignit din Valea Motrului au fost exploatate din 1960, prin deschiderea minelor: Horăști, Leurda, Ploștina, apoi prin apariția Minei Roșiuta și Motru – Vest, iar în 1976, lucrările de deschidere a Carierei Lupoaia.
Ziua de 18 octombrie 2000 este data la care orașul Motru a fost declarat municipiu, prin Legea nr. 180.

## Demografie
Componența etnică a municipiului Motru
     Români (85,43%)
     Alte etnii (0,88%)
     Necunoscută (13,69%)
Componența confesională a municipiului Motru
     Ortodocși (83,51%)
     Alte religii (2,03%)
     Necunoscută (14,46%)
Conform recensământului efectuat în 2021, populația municipiului Motru se ridică la 15.950 de locuitori, în scădere față de recensământul anterior din 2011, când fuseseră înregistrați 19.079 de locuitori. Majoritatea locuitorilor sunt români (85,43%), iar pentru 13,69% nu se cunoaște apartenența etnică. Din punct de vedere confesional, majoritatea locuitorilor sunt ortodocși (83,51%), iar pentru 14,46% nu se cunoaște apartenența confesională.
|  | Graficele sunt indisponibile din cauza unor probleme tehnice. Mai multe informații se găsesc la Phabricator și la wiki-ul MediaWiki. |

Date: Recensăminte sau birourile de statistică - grafică realizată de Wikipedia

## Politică și administrație
Municipiul Motru este administrat de un primar și un consiliu local compus din 17 consilieri. Primarul, Costel-Cosmin Morega[*], de la Partidul Social Democrat, este în funcție din octombrie 2020. Începând cu alegerile locale din 2024, consiliul local are următoarea componență pe partide politice:
|  | Partid                          | Consilieri | Componența Consiliului | Componența Consiliului | Componența Consiliului | Componența Consiliului | Componența Consiliului | Componența Consiliului | Componența Consiliului | Componența Consiliului |
|  | ------------------------------- | ---------- | ---------------------- | ---------------------- | ---------------------- | ---------------------- | ---------------------- | ---------------------- | ---------------------- | ---------------------- |
|  | Partidul Social Democrat        | 8          |                        |                        |                        |                        |                        |                        |                        |                        |
|  | Partidul Național Liberal       | 7          |                        |                        |                        |                        |                        |                        |                        |                        |
|  | Alianța pentru Unirea Românilor | 2          |                        |                        |                        |                        |                        |                        |                        |                        |

## Personalități născute aici
- Dorin-Liviu Nistoran (n. 1968), politician;
- Dorel Mutică (n. 1973), fotbalist;
- Claudiu Manta (n. 1981), politician.

## Vezi și
- Biserica de lemn din Horăști
- Biserica de lemn din Lupoița
- Biserica de lemn din Motru-Leurda